# Distretto di Batsùmbėr
Il distretto di Batsùmbėr è uno dei ventisette distretti (sum) in cui è suddivisa la provincia del Tôv, in Mongolia. Conta una popolazione di 6.525 abitanti (censimento 2007). 